# ОУ „Христо Смирненски“ (Раковски)
Основно училище „Христо Смирненски“ е разположено в кв. Генерал Николаево на град Раковски, наследник на началното училище „Филип Станиславов“ и на прогимназията „Царица Йоанна“.

## История
След 1840 г. управлението на Южната католическа епархия в България, към която се числи и населението на село Калъчлии (днес кв. Генерал Николаево на град Раковски), е поверено на монаси от ордена на братята капуцини. Новият епископ Андреа Канова, избран от средите на отците капуцини, e основоположник на католическото просветно дело в епархията. Именно тогава започва организираното обучение „на четмо и писмо“ в пловдивските католически села. Първоначално, то не е систематично.
Първите печатни книги на латиница с павликянско наречие, предназначени за католиците от Южна България, са издадена в Рим през 1844 и 1866 г. от отците Яко Яковски и Петър Арабаджийски и двамата родени в Калъчлии. В първата си книга отец Яко Яковски дава обяснение как трябва да се четат латинските букви по възприетия тогава от свещениците правопис. Преди Освобождението обучението е било на латиница. От документ оставен от отец Едуард Валпа става ясно, че през 1852 г. някаква жена (най-вероятно селска калугерка) „учи селските деца на наука“.
Първото училище в село Калъчлии е построено през 1879 г. и носи името на католическия епископ Филип Станиславов - автор на първата българска печатна книга „Абагар“. Първоначално сградата му е била на два етажа със стаи за четири отделения за момичета и за момчета. По тогавашните закони на Източна Румелия, училището е със статут на частно католическо училище. Първият учител след Освобождението е Франц (Ченко) Калчов Керин.
За учебна 1881/82 г. училищният инспектор отец Александър Шилие e констатирал, че момчетата са 120, а през зима 140 – 150. Имало е само един учител, който преподава на 5 – 6 отделения. За учебната 1888/89 г. в селото е имало 383 ученика на възраст от 6 до 12 години, подлежащи на задължително обучение, от които 309 са посещавали училище. За учебната 1890/91 г. епископ Роберто Менини отчита 490 ученика с двама учители за мъжкото училище и две учителки сестри-францисканки за девическото училище.
През учебната 1892/93 г. учител е Йозо Яков Стрехин, роден в селото. През 1892 г. отец Самуил Нутини построява нова църква и разширява сградата на училището. В статистиката за учебната 1897/98 г. е посочено наличието на смесено училище до ІV отделение с двама учители мъже. През есента на 1909 г. училището е посетено от архиепископ Роберто Менини, a през есента на 1917 г. от неговия наследник – епископ Винкенти Пеев.
В края на XIX и в началото на XX в. много от учителите са източнокатолици, имигранти от Свиленградско, някои от които са завършили католическите гимназии в Одрин. Мариана Чешкова Петкова е първата местна дипломирана учителка. Започва да преподава в училището през 1906 г.
По време на образователната реформа в началото на 20-те години, училището е признато за народно, а учителите са назначени за народни учители с щатна категория и заплата. През 1921 г. в селото е открита и прогимназия. По-късно през 20-те години се провеждат трудови дни, отбелязани като „трудови седмици“, учениците, съвместно с учителите поддържат градината в училищния двор и участват в хигиенизирането и почистването на училищната сграда.
На 18 април 1928 г. вечерта, сградата на училището е разрушено вследствие на Поповишкото земетресение – вторичен трус, последвал четири дни след Чирпанското. Учебните занятия са прекратени. На 9 април 1929 г. е положен основният камък на едната от новите училищни сгради. За целта са отчуждени пет двора, за което на собствениците са изплатени 500 хил. лева от създадения през 1920 г. училищен фонд. Новите сгради са построени със средства от Дирекцията за подпомагане на пострадалите лица и населените места (ДИПОЗЕ) и доброволен труд на селяните.
През 1930 г. приема името Народно основно училище (НОУ) „Царица Йоана“. На 14 юни 1940 г. княгиня Евдокия присъства на провеждането на годишния изпит по български език в училището. Година по-късно в едната сграда на училището са настанени германски войски. През 1944 г. по време на английско-американските бомбардировки над София в училището са настанени деца от сиропиталище „Кн. Евдокия“ – София.
През 1944 г. учителите създават своя професионална организация в училището. На 17 септември 1946 г. училището е преименувано от „Царица Йоанна“ на „Христо Смирненски“ след решение на Учителския съвет, Отечественофронтовския комитет и Училищното настоятелство. През 1957 г. се полагат основните на политехническото образование и се открива работилница по ръчен труд. Местното Трудово кооперативно земеделско стопанство подпомага училището материално.
През лятото на 1962 г. започва строителството на нова сграда. Проектът е разработен от арх. Моравенов. Сградата е готова за следващата учебната 1963/64 г., когато обучението започва поетапно се премества в нея. На 24 май 1964 г. официално е открита новата сграда. В една от старите сгради се открива целодневна детска градина. В другата е настанено Практическо селскостопанско училище с двегодишен курс на обучение. През 1968 г. то е закрито.
През пролетта на 1971 г. училището е посетено от министъра на просветата Стефан Василев, който подарява на училището фанфарни музикални инструменти. През същата година в училището се изгражда школа по борба под ръководството на Гено Стойков и със съдействието на ДФС „Локомотив“ – Пловдив.
Със създаването на прогимназиалния курс към училище „Петър Парчевич“ през 1975 г. училище „Христо Смирненски“ е преобразувано в начално. Години по-късно, то отново става основно – през 1987 г. от І до VІІ клас, а от 1992 г. до VІІІ клас.
На благотворителния концерт на 24 май 2000 г. за първи път прозвучава химнът на училището написан от учителката по музика Бойка Търновалийска по текст на ученичката от VІ кл. Нели Петрова. От 2002 г. учениците имат достъп до „Интернет“. През 2004 г. училището отбелязва 125-ата си годишнина с подготвен за целта сборник.

## Наименования
- Народно основно училище (НОУ) - с. Калъчлий, Пловдивско (1920-1930)
- Народно основно училище (НОУ) „Царица Йоана“ - с. Калъчлий, Пловдивско (1930-1933)
- Народно основно училище (НОУ) „Царица Йоана“ - с. Ген. Николаево (1934–1946)
- Народно основно училище (НОУ) „Христо Смирненски“ – с. Ген. Николаево (1946–1966)
- Народно основно училище (НОУ) „Христо Смирненски“ – Раковски (1966–1975)
- Начално училище „Христо Смирненски“ - Раковски (1975-1987)
- Основно училище (ОУ) „Христо Смирненски“ – Раковски (1987-)

## Директори
- Иван Иванов Константинов – главен учител
- Лазар Лазаров (-1940)
- Еньо Бахчевански (1940 – 1941), мобилизиран и изпратен в „новите земи“
- София Димчева (1941 – 1943), командирована в „новите земи“
- Георги Попанастасов (1941 – 1947)
- Венко (Енчо) Лазаров (1947 – 1952), награден с орден „Кирил и Методий“ – І степен
- Янко Ив. Говедаров (1952 – 1953)
- Видка Църковска (1953 – 1954)
- Борис Димитров Георгиев (1954 – 1956)
- Иван Маринов Аксийски (1956 – 1958)
- Иван Атанасов Додевски (1958 – 1960)
- Димитър Илиев Михов (1960 – 1967)
- Енчо Донев Енчев (1967 – 1973)
- Венко Иванов Говедаров (1973 – 1975)
- Атанаска Лазарова (1975 – 1978), наградена с орден „Кирил и Методий“ – І степен
- Румен Разпопов (1978 – 1982)
- Елена Райкова (1982 – 1984)
- Иван Иванов (1984 – 1987)
- Ана Иванова Желязкова (1987 – 1988)
- Мария Ченкова Пищийска (1988 – 1990)
- Янко Петров Баев (1990)
- Златка Ангелова Власова (1990 – 1998)
- Валентина Михайлова Стоенчева (1998-)
- Нина Георгиева Недева

## Учители
- Ченко (Франц) Калчов Керин, роден на 26 август 1855 г. в село Калъчлии, следвал богословски науки в Рим, но не е ръкоположен за свещеник, първият учител след Освобождението. Умира на 11 септември 1918 г.
- Йозо Яков Стрехин, роден на 8 януари 1867 г., завършил католическата гимназия на отците-възкресенци в град Одрин.
- Луиджо Андреев Зантов, учил в Италия
- Иван Джундрин, учил в Италия
- Иван Иванов Константинов, роден на 2 април 1874 г. в с. Акбунар, Одринско, по вероизповедание католик от източния обред, участва в освободителната борба на одринските българи срещу турската власт. Поради опасност да бъде разкрит и съден, той бяга и се заселва в с. Калъчлий, където създава семейство. Учителства от 1894 г. до смъртта си на 27 декември 1923 г.
- Мариана Чешкова Петкова, родена на 10 февруари 1880 г. в село Калъчлий, завършва Пловдивската девическа гимназия, полага държавни изпити за учителска правоспособност, първата местна дипломирана учителка. Учителства от 1906 г. до пенсионирането си през 1934 г. Като общественик е инициатор за откриването на безплатна трапезария за бедни ученици през 1934 г.
- Лазар Иванов Лазаров, роден на 3 март 1885 г. в гр. Малко Търново, завършва гимназия в гр. Одрин, по вероизповедание католик от източния обред. Учителства няколко години в съседното село Балтъджии, а от 1912 г. до пенсионирането си на 14 септември 1940 г. работи като учител в Калъчлии. Умира на 27 февруари 1946 г.

## Възпитаници
По данни на Яко Стрехин към 2000 г.  възпитаници на училището са дипломирани както следва: учители – 112, детски учителки – 31, свещеници – 34, лекари – 13, стоматолози – 3, среден медицински персонал – 39, агрономи – 18, ветеринарни лекари и зоотехници – 9, инженери – 34, икономисти – 20, юристи – 8, офицери – 8, и др.
Значими личности учили в училището:
- проф. Йосиф Гагов
- проф. д-р Иван Пищийски
- проф. Крум Петков
- епископ Самуил Джундрин
- монсеньор Йовко Пищийски
- отец д-р Петър Сарийски
- ст.н.с. д-р Иван Говедаров
- ст.н.с. д-р Никола Лазаров
- доц. д-р Иван Костов
- Гинка Загорчева
- Петър Мусенов – спортист, вдигане на тежести
- Иван Донев